# Kartusche (Kartografie)

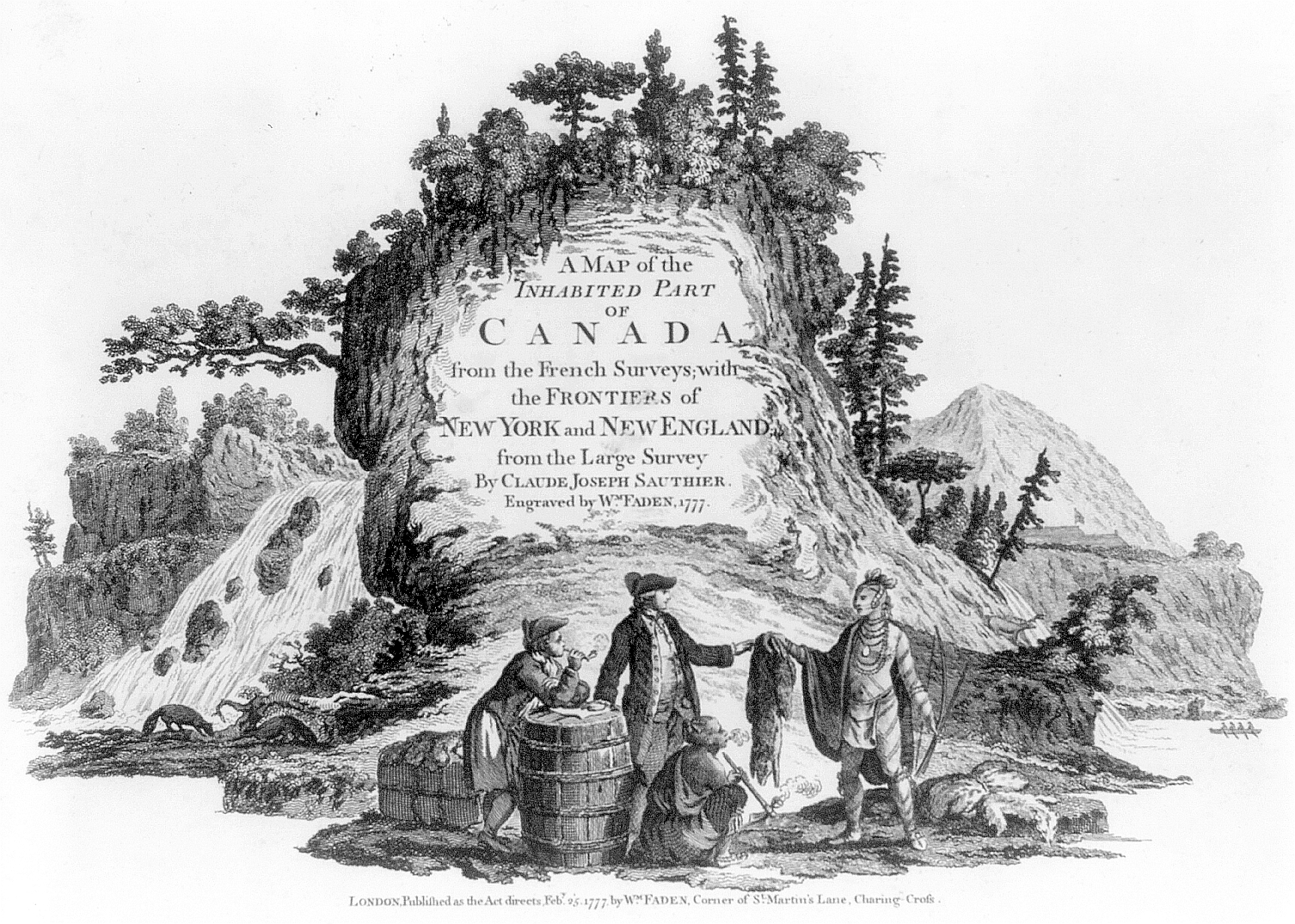
Kartusche auf einer Karte von Kanada (1777)

Eine Kartusche in der Kartografie bezeichnet ein Kartenelement, das aus Zierrahmen und Schriftfeld besteht. Mit Wappen, Symbolen, Bändern, Pflanzen oder Personen und Tieren bildet sie eine meist ornamentale Einfassung von Kartentitel, Autor, Maßstab, Legende und Erscheinungsjahr. Sie werden meist auf den freien Flächen des Kartenblattes als Füllung eingefügt. Insbesondere im Rokoko und Barock wurden Karten damit verziert und enthielten meist eine Betitelung oder Erläuterung zur Karte.
In einer Widmungskartusche steht, wem dieser Globus oder diese Karte gewidmet ist (häufig einem König oder anderen Herrscher).

## Beispiele

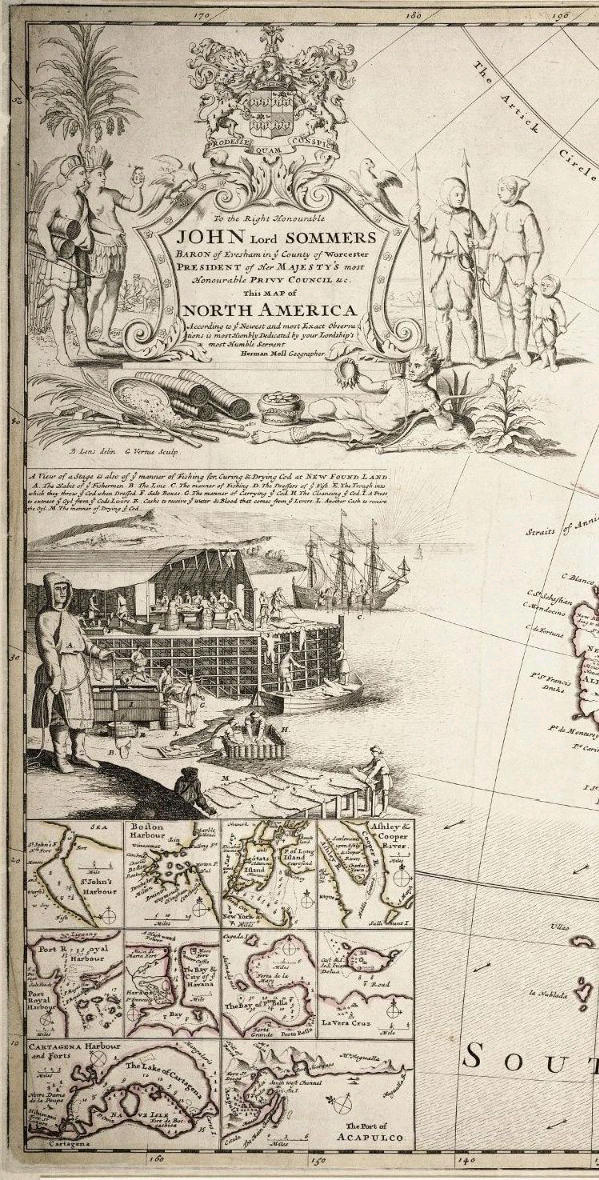
Kartusche auf der Nordamerika-Karte von Herman Moll (1712)
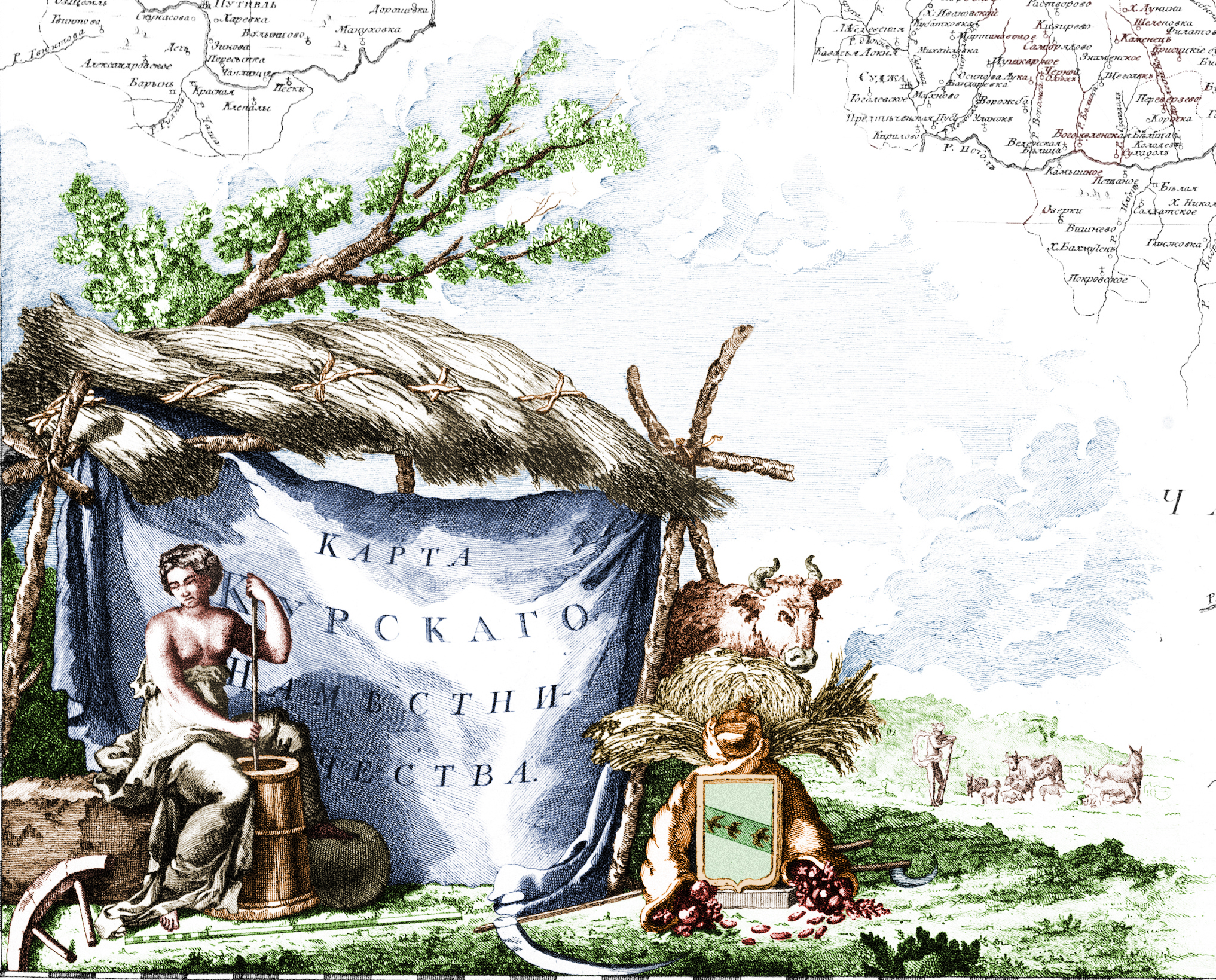
Kartusche auf einer Karte der Region um Kursk im offiziellen Atlas des russischen Zarenreiches (1792)
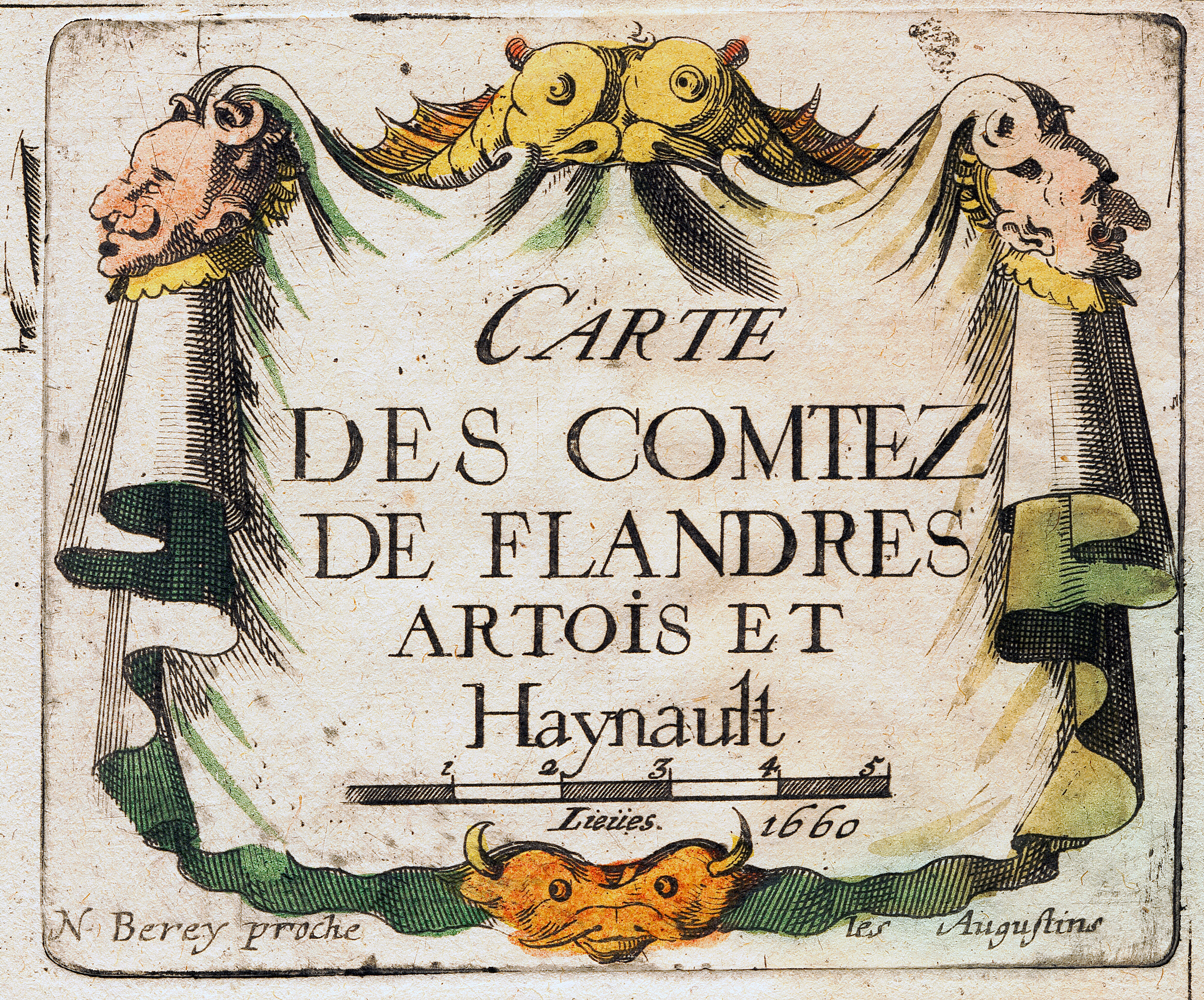
Kartusche auf einer Karte von Flandern von Nicolas Berey (17. Jahrhundert, Paris)
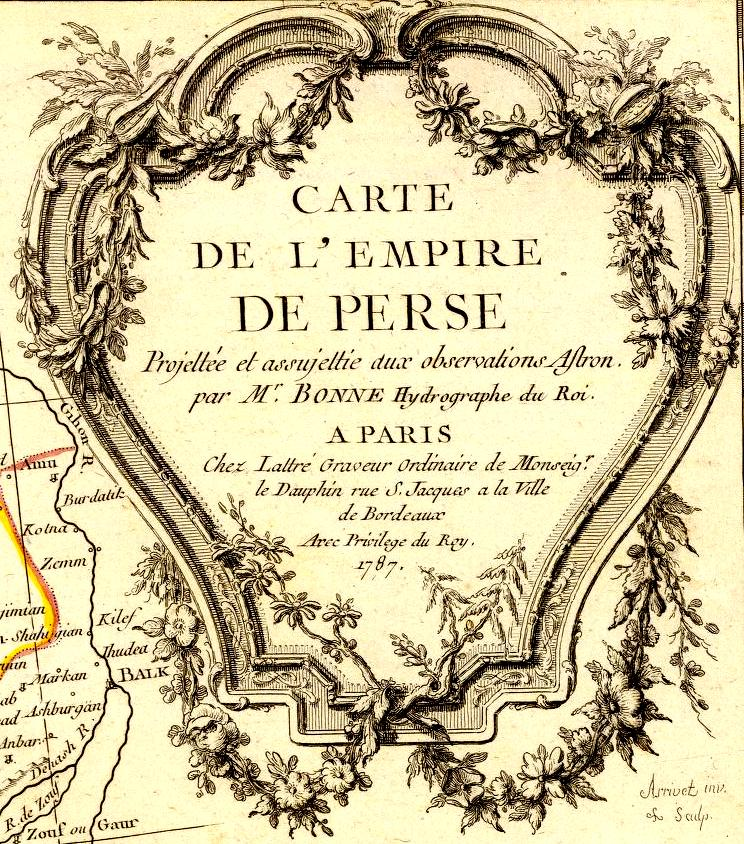
Kartusche auf einer Karte Persiens (1787)
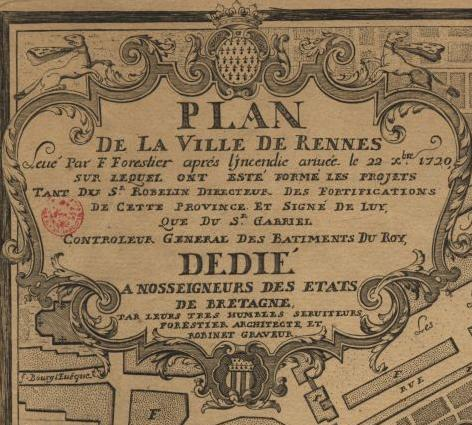
Kartusche auf einem Stadtplan von Rennes (1726)
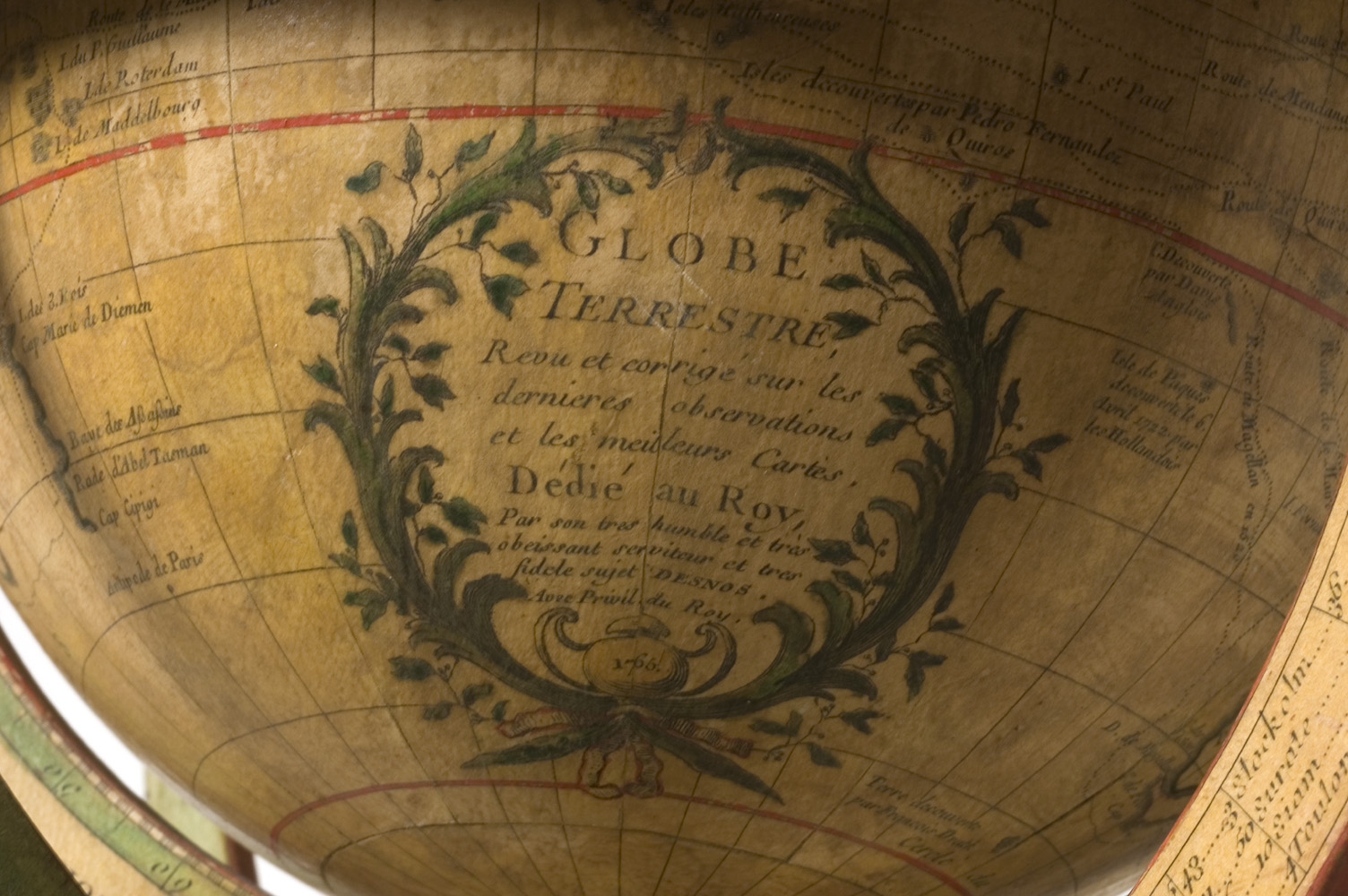
Widmungskartusche an einem Globus (1765): „[…] Gewidmet dem König von seinem ergebensten und gehorsamsten Diener und sehr treuen Untertanen Desnos […]“
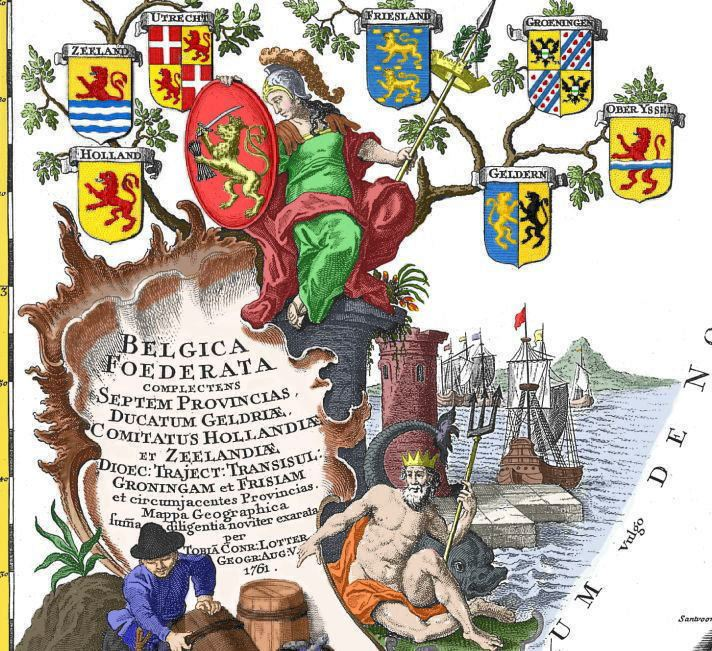
Kartusche auf einer Karte Belgiens von Tobias Lotter (1761)